# Cobitis shikokuensis
Cobitis shikokuensis és una espècie de peix de la família dels cobítids i de l'ordre dels cipriniformes.

## Morfologia
- Els mascles poden assolir 4,5 cm de llargària total i les femelles 5,6.[4]

## Reproducció
És ovípar.

## Hàbitat
Viu en zones de clima subtropical.

## Distribució geogràfica
Es troba a l'illa de Shikoku (Japó).